# مديح الطائر (كتاب)
مديح الطائر (بالبولندية: Chwalba Ptaków) هو ديوان شعري للشاعر البولندي جيسواف ميووش، صدر عام 1980 عن دار النشر Instytut Literacki. يُعتبر هذا الديوان من أبرز أعمال ميووش، حيث يمزج بين الرؤية الشعرية العميقة والبعد الفلسفي والرمزي، مستخدمًا الطائر كرمز مركزي يمثل الحرية، الروح، والبحث الوجودي في حياة الإنسان.

## الخلفية التاريخية والسياق الثقافي
صدر هذا الديوان في فترة عصيبة من تاريخ بولندا، شهدت خلالها البلاد تحولات اجتماعية وسياسية عميقة، خاصة في ظل الصراعات بين النظام الشيوعي ومحاولات التحرر الوطني. انخرط الأدب البولندي في تلك الحقبة في التعبير عن قضايا الحرية، الهوية، والصراع الداخلي للفرد، وكان ميووش من الشعراء الذين استثمروا الرمزية بشكل بارع للتعبير عن تلك القضايا بطريقة تلائم الرقابة السياسية، وتحفز القراء على التأمل في مفاهيم أعمق للوجود والحرية.
لطالما كان الطائر رمزًا عالميًا في الشعر والأدب، وهو في هذا الديوان يتحول إلى شخصية رمزية متعددة الأوجه، تعبّر عن التحليق والحرية، لكنها أيضًا تعكس أوجهًا من الوحدة، الاغتراب، والصراع بين الروح والجسد، بين الطموح والواقع.

## المواضيع والمحتوى
يضم ديوان "مديح الطائر" قصائد عديدة تعالج موضوعات فلسفية وإنسانية عميقة، من أهمها:
- **الحرية والتحرر:**

```
 يُصور الطائر كرمز أساسي للحرية المطلقة، فهو الكائن الذي يحلق فوق القيود الأرضية والمادية، ما يجعل منه رمزًا للأمل والارتقاء الروحي.
[
3
]
```

- **الوجود والروحانية:**

```
 تتناول القصائد العلاقة بين الإنسان والروح، والبحث عن معنى الوجود، حيث يُنظر إلى الطير ككائن يحلق بين العالم المادي والروحاني، حاملاً معه تساؤلات الإنسان الداخلية حول الوعي والكينونة.
```

- **الطبيعة والانسجام:**

```
 تقدم العديد من القصائد تأملات في طبيعة الطيور وعلاقتها بالعالم الطبيعي، باعتبارها رمزًا للانسجام والاتصال العميق بين الإنسان والطبيعة.
```

- **الصراع الداخلي والهويات المتعددة:**

```
 يبرز في الديوان صراع الإنسان مع ذاته، بين طموحات الروح وقيود الجسد، وبين الانتماءات المختلفة والبحث عن الذات الحقيقية.
[
4
]
```

تمتزج هذه الموضوعات في نسق شعري متماسك، حيث يسمح الأسلوب الرمزي والتصويري بتعدد القراءات والتفسيرات، مما يجعل "مديح الطائر" عملًا شعريًا متعدد الطبقات.

## الأسلوب الفني
يتميز أسلوب ميووش في هذا الديوان بثراء لغوي عالي، مع توظيف متقن للرمزية، والتكرار الموسيقي الذي يخلق إيقاعًا داخليًا يعزز من التعبير الشعري العميق. يستعين الشاعر بالصور الحسية التي تثير مشاعر القارئ وتحفزه على التأمل الفلسفي.
كما يُلاحظ تأثيرات واضحة من المدارس الشعرية الحديثة في أوروبا، مع الحفاظ على ارتباط قوي بالجذور التراثية البولندية، مما أضفى على الديوان نكهة خاصة ومتميزة.

## التأثير الأدبي والتلقي
شكل "مديح الطائر" نقطة تحول في الشعر البولندي المعاصر، حيث استقبله النقاد والقراء بإعجاب، معتبرينه عملًا فنيًا يمزج بين الجمال الشعري والعمق الفلسفي. وأدرج في المناهج الأدبية في الجامعات، وناقش في المؤتمرات الأدبية، مما ساعد على إبراز حضور الشعر البولندي في المشهد الأدبي العالمي.
ساهم الديوان في إلهام جيل جديد من الشعراء الذين اعتمدوا على الرمزية الفلسفية والمواضيع الوجودية، وكان له دور مهم في الحوار بين الأدب والروحانية في بولندا.

## الجوائز والتكريم
على الرغم من أن الديوان لم يحصل على جائزة منفردة، فإن ميووش نفسه حاز على عدة جوائز أدبية مرموقة منها جائزة نيكولاي شميشكو عام 1985، تقديراً لمجموعته الشعرية ومسيرته الأدبية الغنية.

## اقتباسات مختارة
- "في جناحي الطائر، أجد حريتي التي لا تُقيد."
- "الطير لا يعرف قيود الأرض، لكنه يحمل ثقل السماء."
- "السماء ليست سقفًا بل مفتاحٌ لأبواب الروح."